# Chalepus erosus
Chalepus erosus es un coleóptero de la familia Chrysomelidae.
Fue descrita científicamente en 1948 por Uhmann.